# بیژن زرنگار
بیژن زرنگار (‎۵ فروردین ۱۳۱۹ در کرمانشاه، ایران - ۱ اردیبهشت ۱۳۹۶ در تهران، ایران) یک شمشیرباز ایرانی بود.
وی در مسابقات فردی و تیمی رقابت‌های فویل، اپه و سابر در المپیک تابستانی ۱۹۶۴ به نمایندگی ایران شرکت کرد. در این مسابقات همراه با هوشمند الماسی شرکت داشت.